# 怀安窑址
怀安窑址，位于中华人民共和国福建省福州市仓山区建新镇淮安村的石岊山上，是南朝、唐朝时期的陶瓷窑址，亦是目前发现的福建地区最早的外销陶瓷的窑址，对福建瓷器的分期断代研究具有较为重要的意义。1986年12月，怀安窑址入选第一批福州市郊区文物保护单位，1991年4月，福建省人民政府将怀安窑址公布为第三批福建省文物保护单位。

## 历史
怀安窑出土的瓷器中，有一件明确纪年为南朝梁时期的器件，上刻写着“大同三年（537年）四月廿日，长男刘满新造”，而唐代器件中纪年最晚的器件上刻有“贞元”（唐德宗在785年—805年间使用的年号）字样，说明怀安窑的烧造历史至少持续了200多年。
怀安窑中的瓷器在烧造时有一部分出口到了今日本福冈县一带的地区。1930年代，日本的大宰府遗址、北九州地区的博多遗址以及福冈市的鴻臚館遗址等都出土了一些形似浙江越窑产品、但胎质中含有的石英明显高于越窑且其他成分也不尽相同的唐代瓷器，由于当时不清楚产地，日本学者在当时把这些瓷器命名为“越窑系粗制品”。除日本外，泰国、文莱、越南等国及这些国家的海域中都出土过类似的器件。
1953年，福州市在修建闽江防洪堤时发现了石岊山上的部分遗存瓷器，由于当时的大规模取土，遗址的一部分遭到了一定程度的破坏。1959年，福建省文物部门在考古时发现了怀安窑址，并在1962年的文物普查中发现了南朝时期的窑址遗存。1982年7月，福建省博物馆（今福建博物院）和福州市文物管理委员会对怀安窑址进行了联合抢救性发掘，发掘了74平方米的窑址后确认了窑址中拥有南朝、唐朝两个堆积层，并出土15784件文物，这也是迄今文物部门对窑址最后一次较大规模的发掘。1986年12月，福州市郊区人民政府将窑址列入第一批区级文物保护单位，1991年4月17日，怀安窑址升格为省级文物保护单位。
1992年，日本学者山崎一雄、森本朝子和田中克子等人来福建省博物馆参观考察时，发现展陈的怀安窑址于1982年发掘时出土器件与日本出土的越窑系粗制品高度相似，后经中日两国学者的共同考证，认定大部分“越窑系粗制品”为怀安窑出土器件。自1993年起，福州市考古队对怀安窑址及周边进行了多次文物调查，确定了怀安窑的整体分布范围。由于怀安窑周边还有五帝庙、相公庙、临水宫和怀安衙署旧址等怀安县时期的文化遗迹，福州有关部门规划将这些遗迹串联起来，建设为遗址公园。

## 遗址
怀安窑址有后门山、翁墓山、石岊山—顶坪岭三个堆积区，主要分布在石岊山的南麓，有部分遗址在1953年取土过程中已毁坏。根据1993年的调查，怀安窑址总面积大约为80000平方米。其中于1982年揭露的面积为74平方米，主要有南朝、唐朝两个堆积层，厚约1—3米，另亦有约1.2米厚的商周时期蛤蜊壳堆积层，出土有一些饰以印纹的几何陶片等。在1982年出土的15000余件南朝、唐朝文物中，有约10000件为窑具，约5000件为器件。
属于南朝文化层的有13000多件文物，其中的瓷器均为灰白胎施青釉，器形上大部分为窑具，在其他文物中多数的器形为生活用具，如壶、罐、坛、盆、钵、碗和短流注子等，亦有多足砚等文具和鐎斗、火盆等为死者烧制的明器，这些器件有部分还能找到烧制者刻的字，记载了所有者、烧制者的姓名，烧制的年份，以及一些信息不全的只字片语等。在发掘出的文物中唯一刻有完整纪年的是一件垫柱，上刻有的“大同三年四月廿日，长男刘满新造”的字样。
在南朝堆积层南侧约5米处为唐代堆积层，出土了约2000多件文物，其中有一部分器件继承了南朝时期的器形遗制，另一部分则有一定的创新发展，新出现了长流注子、瓜楞形注子、陶俑、狮子、五谷小罐等，碗的形制相比南朝文物也有了相当大的差异。此外，唐代堆积层中还发现了一枚“开元通宝”的铜钱，一座长8.5米、宽2.4米、残高0.1—0.15米的龙窑窑床遗址等。